# 日本の交通関連の高等学校一覧
日本の交通関連の高等学校一覧は交通や運輸業の交通や整備その他、交通関連の技術について学んだりその関連のある専門学科が設置されている高等学校の一覧である。なお、高等専門学校は除く。

## 一覧
- 五十音順でならべる
- （）内では交通や乗り物の操縦、運転技術、その職業に関連する専門学科を記述する

### 鉄道（鉄道学校）
鉄道に関する高校、通称鉄道学校について記述、工業高等学校の一部も含める。
- 岩倉高等学校（運輸科）
- 昭和鉄道高等学校（鉄道科）

### 航空
航空やその他業務に関する高校について記述、工業高等学校の一部も含める。
- 日本航空高等学校（航空工学科）
- 日本航空高等学校石川（航空工学科）
- 岐阜県立岐阜工業高等学校　(航空機械工学科)

### 航海
船をつかった航海に関する高校を記述、水産高等学校の一部も含める。
- 秋田県立男鹿海洋高等学校（海洋環境科）
- 茨城県立海洋高等学校（海洋技術科、海洋工学科）
- 東京都立大島海洋国際高等学校（国際海洋系）
- 神奈川県立海洋科学高等学校（海洋科学科 船舶運航コース）
- 新潟県立海洋高等学校（海洋科学科、海洋工学科）
- 京都府立海洋高等学校（海洋工学科）
- 高知県立高知海洋高等学校（マリン技術科）
- 大分県立海洋科学高等学校（海洋技術科）
- 宮崎県立宮崎海洋高等学校（海洋科学科）

### 自動車
自動車やその他業務に関する高校について記述、工業高等学校の一部も含める。
- 東京都立墨田工科高等学校（自動車科）
- 清和学園高等学校（自動車科）

その他、工業高校の中に自動車科のあるところもある。